# Оксфорд (Ајова)
Оксфорд (енгл. Oxford) град је у америчкој савезној држави Ајова. По попису становништва из 2010. у њему је живело 807 становника.

## Демографија
Према попису становништва из 2010. у граду је живело 807 становника, што је 102 (14,5%) становника више него 2000. године.
| Група             | 2000.       | 2010.       |
| Белци             | 693 (98,3%) | 732 (90,7%) |
| Афроамериканци    | 0 (0,0%)    | 27 (3,3%)   |
| Азијати           | 5 (0,7%)    | 12 (1,5%)   |
| Хиспаноамериканци | 1 (0,1%)    | 19 (2,4%)   |
| Укупно            | 705         | 807         |